# 谷川章子
谷川 章子（たにがわ あきこ、1977年10月25日 - ）は、愛知県出身の女子プロボウラー。
JPBA第37期生、ライセンスNo.389。享栄高等学校卒業。
株式会社グランドボウル所属。右投げ、2004年プロデビュー。
JPBA　永久A級ライセンス保持者。JPBAツアー6勝。公認パーフェクト6回。800シリーズ2回。
2013年12月7日、ハイシリーズ6で計1575ピンを打ちJPBA公認最高記録を達成。この記録は未だ破られていない。

## 来歴
高校時代はソフトボールの選手だった。高校卒業後はビューティーカウンセラーとして働いていたが、23歳の時、近くのボウリング場の無料券をもらって投げに行ったところよいスコア（180点）が出たためはまってしまったとの事。その後プロ試験を受け合格、26歳でプロボウラーに転向した。2006年11月に行われたレディース新人戦では決勝で松永裕美を下し優勝。『ボウリング革命 P★League』でも「ビューティー・ハニー」のキャッチフレーズで第1戦から参戦、第10戦ではまたしても決勝で松永を破り優勝している。
祖父はアメリカ人。
元プロ野球選手の上坂太一郎とは享栄高等学校時代の同級生である。

## 優勝した大会 （公認大会のみ、承認大会を除く）
- 2006年：DHCツアー2005/06最終戦、東海女子オープン、レディース新人戦
- 2006年：2006東海女子オープン
- 2006年：06ﾌﾟﾛﾎﾞｳﾘﾝｸﾞﾚﾃﾞｨｰｽ新人戦
- 2007年：第29回イーグルクラシック
- 2008年：群馬オープン
- 2019年：第42回JLBCプリンスカップ

## 出演

### テレビ
- ボウリング革命 P★League（BS日テレ）
- アゲぽよボウル48（2011年9月24日、10月29日、11月26日、テレビ愛知） - 解説を担当